# Владимировка (Исаклинский район)
Владимировка — деревня в Исаклинском районе Самарской области в составе сельского поселения Исаклы.

## География
Находится на расстоянии примерно 2 километра на север от районного центра села Исаклы.

## Население
Постоянное население составляло 5 человек (русские 60%, мордва 40%) в 2002 году, 2 в 2010 году.